# Eva Janko
Eva Janko   (Floing, 24 de gener de 1945), nascuda Eva Egger, és una atleta austríaca, ja retirada, especialista en el llançament de javelina, que va competir entre les dècades de 1960 i 1980.
El 1968 va prendre part en els Jocs Olímpics de Ciutat de Mèxic, on guanyà la medalla de bronze en la prova del llançament de javelina del programa d'atletisme. Quatre anys més tard, als Jocs de Múnic, fou sisena en la mateixa prova del programa d'atletisme. La tercera, i darrera participació en uns Jocs fou el 1976 a Mont-real, on fou novena en el llançament de javelina.
En el seu palmarès també destaquen els campionats nacionals del 4×100 metres (1973), llançament de pes (1968), llançament de javelina (1968, 1970, i de 1972 a 1982) i pentatló (1967 i 1972).

## Millors marques
- Llançament de javelina. 61,80 metres (1973)[1][3]